# William Molyneux (4e comte de Sefton)
William Philip Molyneux, 4e comte de Sefton, (14 octobre 1835-27 juin 1897) est un pair britannique.

## Biographie
Titré vicomte Molyneux à la naissance, il est le fils aîné de Charles Molyneux (3e comte de Sefton) et de sa femme Mary. Il fait ses études au Collège d'Eton. En 1854, Molyneux devient enseigne dans les Grenadier Guards et hérite du comté et de Croxteth Hall de son père l'année suivante. Il est promu capitaine en 1857, prenant sa retraite un an plus tard, lorsqu'il est nommé Lord Lieutenant du Lancashire.
Le 18 juillet 1866, il épouse Cecil Emily Jolliffe (1838–1899), la cinquième fille de William Jolliffe (1er baron Hylton). Ils ont 5 enfants :
- Charles Molyneux (5e comte de Sefton).
- Gertrude Crawford (1868–1937)
- Rose Mary (vers 1870-1905)
- Osbert Molyneux (6e comte de Sefton) (1871–1930)
- Richard Frederick Molyneux (1873–1954)

Lord Sefton est nommé chevalier de la jarretière en 1885. En 1886, il construit Abbeystead House dans la forêt de Wyresdale, Lancashire, comme un "pavillon de tir privé à grande échelle". À sa mort en 1897, ses titres passent à son fils aîné, Charles.

## Sources
- (en) Cet article est partiellement ou en totalité issu de l’article de Wikipédia en anglais intitulé « William Molyneux, 4th Earl of Sefton » (voir la liste des auteurs).